# Suinin
Suinin (jap. 垂仁天皇, Suinin-tennō; * 1. Januar 69 v. Chr. (?); † 14. Juli 70) war gemäß den alten Schriften Kojiki und Nihonshoki der 11. Tennō von Japan (29 v. Chr.– 70). Die meisten Historiker halten ihn für eine mythologische Figur, die nicht auf historischen Fakten basiert.